# هيلدا كوفمان
هيلدا كوفمان (بالألمانية: Hilde Kaufmann)‏ هي قانونية ألمانية، ولدت في 28 أكتوبر 1920 في Werne ‏ في ألمانيا، وتوفيت في 11 يناير 1981 في كولونيا في ألمانيا.